# 予備
予備（よび）とは、日本の刑法における犯罪の一形態である。

## 刑法における予備
刑法学においては犯罪の一形態であり、実行の着手に至る前段階の状態を指す。予備行為を犯罪とすることを予備罪という。

### 予備処罰規定
予備の状態では、まだ法益侵害への危険は未遂にもならないほど微弱な状態であるので、一部の犯罪をのぞいては刑法上処罰されない（ただし、各種の特別法に触れることはある）。
予備罪には、中止犯は成立しない。
刑法において、予備行為が犯罪とされるのは、以下のものがある。
- 殺人予備罪（b:刑法第201条）
- 身代金目的拐取予備罪（b:刑法第228条の3）
- 強盗予備罪（b:刑法第237条）
- 内乱予備罪（b:刑法第78条）
- 外患予備罪（b:刑法第88条）
- 私戦予備罪（b:刑法第93条）
- 放火予備罪（b:刑法第113条）
- 通貨偽造準備罪（b:刑法第153条）

このほか、破壊活動防止法b:刑法第39条・b:刑法第40条に規定があるほか、凶器準備集合罪第208条の3が殺人罪・傷害罪等の予備行為を処罰する性格を有する。
特殊な形態としては、私戦予備罪（b:刑法第93条）、凶器準備集合罪（b:刑法第208条の3）がある。通常の予備罪は予備のみが処罰の対象とされているが、両罪は傷害罪等の予備を処罰すると同時に公共の危険犯となるものである。

### 予備以外の処罰類型
なお、基本犯についての実行の着手以前の行動を捕捉する他の処罰類型として準備、陰謀、計画がある。
- 準備 - 通貨偽造準備罪における準備とは、他人に犯罪の実行をさせる目的で準備する行為（他人予備）も含まれるとされる。
- 陰謀・計画 - 陰謀（いんぼう）・計画（けいかく）は、複数のものが犯罪に関する謀議をすることで、外形的に準備行為に至る前の段階をいう。

### 自首減免
予備行為は基本犯の実行の着手以前の行為であり、予備段階でとどまれば法益侵害が軽微ですむため、自首した者に対して刑を軽減・免除する規定がおかれることがある（通常の自首に関するb:刑法第42条1項は、任意的に軽減できるだけ）。
- 必ず免除されるとする規定 - 外患誘致陰謀罪（b:刑法第88条）
- 必ず免除または軽減されるとする規定 - 身代金目的拐取予備罪（b:刑法第228条の3）
- 情状により任意的に免除できるとする規定 - 放火予備罪（b:刑法第113条）、殺人予備罪（b:刑法第201条）